# Назарје
Назарје (словен. Nazarje) је градић и управно средиште истоимене општине Назарје, која припада Савињској регији у Републици Словенији.
По попису становништва из 2011. године насеље Назарје имало је 872 становника.